# Technological University of the Americas
De Technological University of the Americas (TUA) is een Surinaamse private hogeronderwijsinstelling in Paramaribo. Ze is in 2011 opgericht door Hubert Rampersad.
Een van de onderdelen van de TUA is de Business School of the Americas. De instelling biedt opleidingen op Bachelor- en Master of Business Administration-niveau en verschillende deel- en postdoctorale studies. Erkenning bij het Nationaal Orgaan voor Accreditatie werd in 2016 aangevraagd.
Oprichter Rampersad was in 2017 betrokken in wat wel de professorenkwestie genoemd wordt.